# 矮星宿菜
矮星宿菜（学名：Lysimachia pumila）为报春花科珍珠菜属的植物，是中国的特有植物。分布在中国大陆的云南、四川等地，生长于海拔3,500米至4,000米的地区，一般生长在山坡草地、潮湿谷地和河滩上，目前尚未由人工引种栽培。